# Euthore fassli
Euthore fassli – gatunek ważki z rodziny Polythoridae. Występuje na terenie Ameryki Południowej.